# Васильев, Михаил Фёдорович
Михаи́л Фёдорович Васи́льев (1891—1954) — советский артиллерист, конструктор боеприпасов, генерал-лейтенант артиллерии (1943), доктор технических наук (1938), профессор (1938), член Президиума Академии артиллерийских наук. Лауреат Сталинской премии второй степени.

## Биография
Михаил Васильев родился 20 августа 1891 года в Санкт-Петербурге.
После окончания 2-го Петроградского реального училища на военной службе с сентября 1909: юнкер Владимирского пехотного училища. С ноября 1910 юнкер Михайловского артиллерийского училища. С ноября 1913 на излечении в военном госпитале в Петербурге. С февраля 1914 младший офицер батареи 22-й артиллерийской бригады Северо-западного фронта.
С сентября 1916 старший офицер батареи 124-й артиллерийской бригады Северо-западного и Румынского фронтов.
С июня 1917 начальник учебной команды 2-го запасного тяжелого артиллерийского дивизиона в Твери. Последнее воинское звание в российской армии — штабс-капитан.
В Красной Армии с апреля 1918: инструктор по артиллерийскому делу военного отдела Петроградского губернского Совета депутатов. Участвовал в боевых действиях. С июля 1918 командир 1-й батареи 2-го отдельного лёгко-артиллерийского дивизиона 1-й лёгкой артиллерийской бригады РККА 1-го городского района Петроградской трудовой коммуны на Северном фронте.
В сентябре 1918 — ноябре 1919 помощник инспектора артиллерии Архангельского района, В сентябре 1918 — сентябре 1919 находился на излечении в Вологодском военном госпитале, Рыбинском сводном госпитале № 22, Николаевском военном госпитале в Петрограде и в отпуске после ранения. С ноября 1919 помощник начальника артиллерии 1-й Уральской стрелковой дивизии на Восточном фронте. С марта 1920 командир конно-артиллерийского дивизиона 10-й кавалерийской дивизии на Белопольском фронте. В августе — сентябре 1920 в Восточной Пруссии был интернирован в составе 3-го конного корпуса. С ноября 1920 командир 14-го отдельного конно-артиллерийского дивизиона 1-й конной армии.
С октября 1922 слушатель баллистического факультета Артиллерийской академии РККА. С октября 1925 адъюнкт Военно-Технической Академии РККА имени Ф. Э. Дзержинского. Одновременно в июне 1927 — январе 1931 работал на заводе № 4 им. М. И. Калинина и на заводе «Прогресс» в Ленинграде на должностях помощника заведующего сборочной мастерской, заведующий опытной мастерской, инженер-конструктор, заместитель начальника конструкторского бюро, а с декабря 1929 заведующий конструкторским бюро. Возглавил группу талантливых инженеров-конструкторов, получившую имя Коллектив Трубочников. В этом коллективе начали свою творческую деятельность его ученики Д. Н. Вишневский и В. К. Пономарев. В марте 1926 — сентябре 1938 по совместительству эксперт военного отдела Комитета по делам изобретений при ВСНХ СССР.

Надгробие Васильева на Новодевичьем кладбище Москвы

В мае 1930 от объединения «Патрубвзрыв» был в командировке на заводах Берлина, Дюссельдорфа в Германии. С апреля 1930 преподаватель Военно-технической академии РККА имени Ф. Э. Дзержинского (с июля 1932 носила название Артиллерийской академии РККА имени Ф. Э. Дзержинского): а с июля 1930 по июль 1932 и с февраля 1937 по июль 1938 начальник кафедры боеприпасов, с июля 1932 по декабрь 1946 начальник факультета боеприпасов. Одновременно по совместительству в январе — сентябре 1931 начальник Промышленного отделения артиллерийского факультета и в январе — июле 1932 года — начальник Снарядно-трубочного отделения артиллерийского факультета Военно-технической академии. Кроме того, по совместительству в 1937—1938 годах — начальник кафедры боеприпасов Ленинградского военно-механического института, а с 1945 профессор кафедры боеприпасов Московского механического института (МВТУ имени Н. Э. Баумана). В числе 25 виднейших представителей артиллерийской науки был утвержден Правительством СССР академиком-учредителем ААН.
Доктор технических наук (1938). Профессор (1938). Действительный член ААН (с 20.9.1946) по отделению № 3, член Президиума ААН (12.11.1946 — 15.7.1949). С ноября 1946 член Президиума Академии артиллерийских наук.
С июля 1949 в отставке.
Продолжал работать в МВТУ имени Н. Э. Баумана.
Один из выдающихся специалистов в области проектирования трубок и взрывателей, теоретик в области боеприпасов, а также выдающийся педагог. Автор свыше 70 научно-исследовательских работ, в том числе стабильного учебника, новой теории проектирования взрывателей. Кандидатскую диссертацию на тему «О причинах неправильного действия трубок и взрывателей» подготовил под руководством Н. Ф. Дроздова и В. И. Рдултовского. Им разработаны взрыватели КТ-1 (1930), КТМ-1, КТМ-2, КТМ-3, которые многие годы находились на вооружении Красной Армии.
Защитил докторскую диссертацию, преподавал в Военной артиллерийской академии имени Ф. Э. Дзержинского и в МВТУ имени Н. Э. Баумана, в обоих этих вузах был утверждён в должности профессора.
Скончался 5 января 1954 года, похоронен на Новодевичьем кладбище Москвы.

## Награды и премии
- заслуженный деятель науки и техники РСФСР (1940)
- два ордена Ленина (в том числе 7 декабря 1940)
- два ордена Красного Знамени
- орден Отечественной войны I степени
- орден Красной Звезды
- медали
- Сталинская премия II степени (22 марта 1943) — за многолетние выдающиеся работы в области науки и техники